# Sant Pere, Santa Caterina i la Ribera

De fyra stadsdelarna i Ciutat Vella.

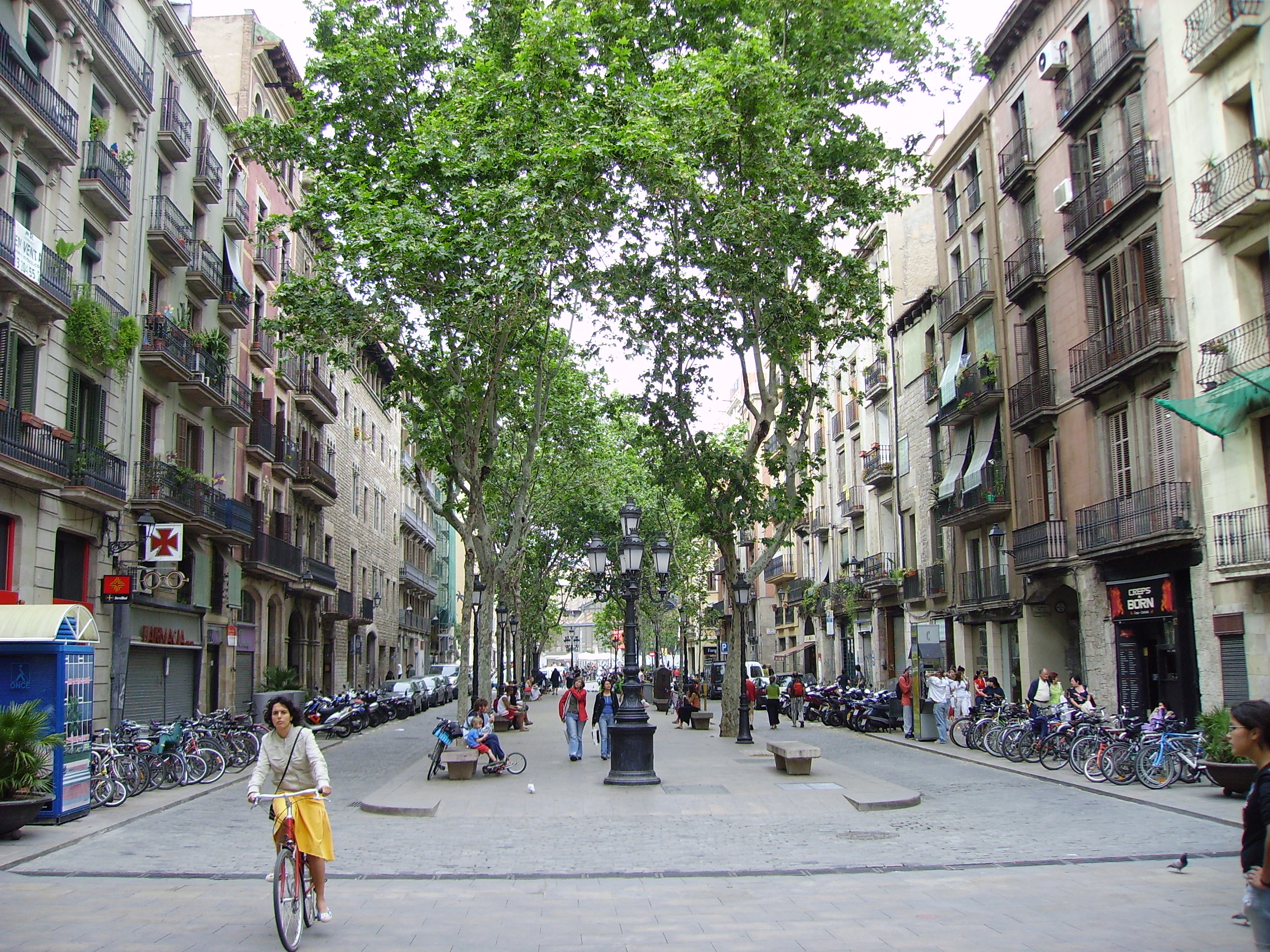
Stadsmiljö – i det här fallet i området El Born.

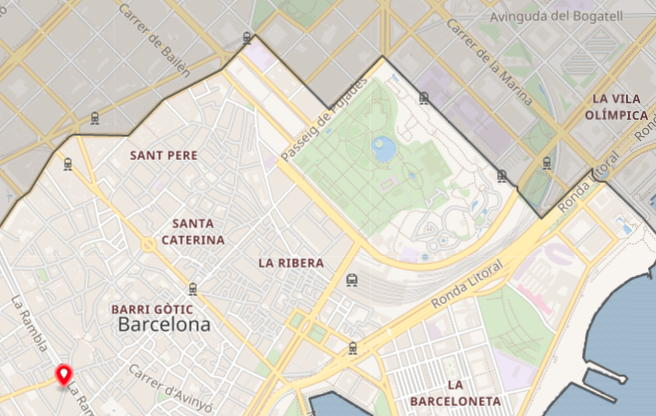
Karta över stadsdelen, där gulmarkerade gatorna Via Laietana och Ronda Litoral avgränsar den mot Barri Gòtic respektive la Barceloneta.

Sant Pere, Santa Caterina i la Ribera är en stadsdel i Barcelona (i Katalonien, Spanien). Den är en av fyra separata stadsdelar i det centrala distriktet Ciutat Vella; i slutet av 2017 hade den 22 296 invånare. Stadsdelen befinner sig inom de gamla stadsmurarna och gränsar i väster till Barri Gòtic.

## Geografi
Stadsdelen är belägen längst mot norr/nordöst i Ciutat Vella, Barcelonas gamla stadskärna. Den gränsar i norr till distriktet Eixample (med stadsdelarna Dreta de l'Eixample och Fort Pienc, i öster till Sant Martí (med stadsdelarna El Parc i la Llacuna del Poblenou och La Vila Olímpica del Poblenou samt i sydöst och sydväst mot la Barceloneta respektive Barri Gòtic (båda del av Ciutat Vella). Gränsen mot övriga stadsdelar i Ciutat Vella går i huvudgatan Via Laietana (mot Barri Gòtic) och den sydliga genomfartsleden Ronda Litoral (mot la Barceloneta).

## Tre äldre stadsdelar
Sant Pere, Santa Caterina i la Ribera är bildad av de tre äldre stadsdelarna som bildar dess namn – Sant Pere, Santa Caterina och la Ribera. Sant Peter ligger längst mot nordväst och la Ribera längst mot sydöst. La Ribera betyder bokstavligen "Kusten", och den vetter mot hamnkvarteren i la Barceloneta. De båda övriga gamla distrikten har fått namn efter kristna helgon (Sant Pere efter Petrus). La Ribera kallades i äldre tid för Vilanova del Mar – 'Nya staden vid havet'. Nedan listas ett antal viktiga institutioner och byggnadsverk i stadsdelen, uppdelat per äldre stadsdel:
- Sant Pere
  - Palau de la Música Catalana
  - klostret Sant Pere de les Puel·les
  - Huset för nuvarande Centre de Cultura de Dones Francesca Bonnemaison, en äldre byggnad i gotisk stil från 1500/1600-talet.

- Santa Caterina
  - den nya Mercat de Santa Caterina
  - Palau Alòs

- La Ribera
  - Llotja de Mar ("Havsbörsen"), byggd i gotisk stil och med neoklassicistisk fasad från 1700-talet. Byggnaden är idag belägen mellan torgen Pla d'Antonio López och Pla de Palau, idag flera hundra meter från kustlinjen men en gång direkt vid havet.
  - Fossar de les Moreres
  - järnvägsstationen Estació de França
  - området El Born
  - den gotiska basilikan Santa Maria del Mar
  - den gamla marknaden Mercat del Born